# Николаев, Владимир Григорьевич
Владимир Григорьевич Николаев (укр. Володимир Григорович Ніколаєв; 22 марта 1943 — 29 ноября 2023) — советский и украинский онколог и токсиколог, доктор медицинских наук (1987), профессор (1988), член-корреспондент НАНУ (2012).

## Биография
Родился 22 марта 1943 года в г. Сталиногорск Тульской области.
Окончил Ворошиловградский медицинский институт (1966) и аспирантуру, в 1969 году защитил кандидатскую диссертация по специальности «Нормальная физиология».
Работал в НИИ, который носил названия: Институт экспериментальной и клинической онкологии МЗ Украины; с 1971 года — Институт по проблемам онкологии АН УССР, с 1990 года — Институт экспериментальной патологии, онкологии и радиобиологии имени Р. Е. Кавецкого НАН Украины. С 1978 года — руководитель отдела средств и методов сорбционной терапии.
В 1987 году защитил докторскую диссертацию «Разработка и экспериментально-клиническая оценка новых средств и методов сорбционной детоксикации организма».
Доктор медицинских наук (1987), профессор (1988), член-корреспондент НАНУ (2012).
Участник ликвидации последствий аварии на ЧАЭС.
Государственная премия СССР 1979 года (в составе коллектива) — за разработку и внедрение в клиническую практику новых методов лечения, основанных на сорбции токсических веществ из крови и других биологических жидкостей. Заслуженный деятель науки и техники Украины.
Умер 29 ноября 2023 года.